# Campionati europei di ciclismo su pista 2018 - Corsa a punti femminile
La gara a punti femminile ai Campionati europei di ciclismo su pista 2018 si è svolta il 4 agosto 2018 presso il velodromo Commonwealth Arena and Sir Chris Hoy Velodrome di Glasgow, nel Regno Unito.

## Podio
| Pos.    | Atleta                    | Nazionalità |
| ------- | ------------------------- | ----------- |
| Oro     | Maria Giulia Confalonieri | Italia      |
| Argento | Ina Savenka               | Bielorussia |
| Bronzo  | Gulnaz Badykova           | Russia      |

## Risultati
100 giri (25 km) con sprint intermedi ogni 10 giri
| Posizione    | Atleta                    | Nazione       | Punti giri | Punti sprint | Totale |
| ------------ | ------------------------- | ------------- | ---------- | ------------ | ------ |
| 1            | Maria Giulia Confalonieri | Italia        | 20         | 13           | 33     |
| 2            | Ina Savenka               | Bielorussia   | 20         | 12           | 32     |
| 3            | Gulnaz Badykova           | Russia        | 20         | 10           | 30     |
| 4            | Kirsten Wild              | Paesi Bassi   |            | 27           | 27     |
| 5            | Lydia Gurley              | Irlanda       | 20         | 3            | 23     |
| 6            | Lotte Kopecky             | Belgio        | 20         | 3            | 23     |
| 7            | Charlotte Becker          | Germania      | 20         | 3            | 23     |
| 8            | Hanna Solovey             | Ucraina       | 20         | 1            | 21     |
| 9            | Verena Eberhardt          | Austria       | 20         |              | 20     |
| 10           | Jarmila Machačová         | Rep. Ceca     | 20         |              | 20     |
| 11           | Pascale Jeuland           | Francia       |            |              | 19     |
| 12           | Elinor Barker             | Gran Bretagna |            |              | 14     |
| 13           | Amalie Dideriksen         | Danimarca     |            |              | 8      |
| 14           | Maria Martins             | Portogallo    |            |              | 5      |
| 15           | Nikol Płosaj              | Polonia       |            |              | 3      |
| 16           | Tereza Medveďová          | Slovacchia    |            |              | 0      |
| 17           | Léna Mettraux             | Svizzera      |            |              | 0      |
| 18           | Irene Usabiaga            | Spagna        |            |              | 0      |
| 19           | Ana Maria Covrig          | Romania       |            |              | 0      |
|              | Kristina Kazlauskaitė     | Lituania      | –40        |              | DNF    |
| Sara Ferrara | Finlandia                 | –40           |            |              | DNF    |

DNF = Prova non completata